# 指示標記

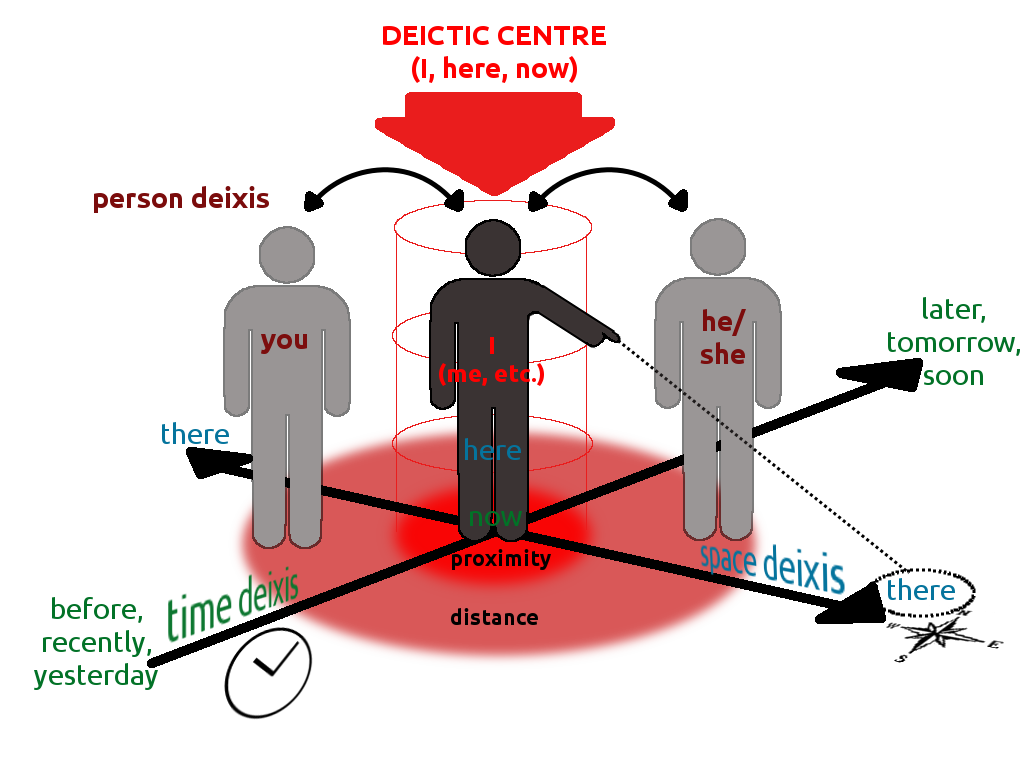
英英語中的人称指示、地点指示和时间指示

在语言学中，指示標記是指在上下文中使用通用词和短语来指代特定时间、地点或人，例如那里和他们就是一種指示標記。